# Hopeasaaret (ö i Mellersta Finland)
Hopeasaaret är en ö i Finland. Den ligger i sjön Päijänne och i kommunerna Luhango och Sysmä och landskapen  Mellersta Finland och Päijänne-Tavastland, i den södra delen av landet, 170 km norr om huvudstaden Helsingfors. Öns area är 1,9 hektar och dess största längd är 270 meter i sydväst-nordöstlig riktning.  Notera att namnet antyder att det är fråga om flera öar.